# Purpuricenus nanus
Purpuricenus nanus là một loài bọ cánh cứng trong họ Cerambycidae.